# Høna
Høna, est une île norvégienne du comté de Hordaland appartenant administrativement à Bømlo.

## Description
Il s'agit d'un îlot s'étendant sur environ 20 m de longueur pour une largeur approximative de 16 m.